# Радюкино (Калужская область)
Радю́кино — деревня в Медынском районе Калужской области России, расположенная неподалёку от Калужского шоссе А101, между реками Городенка и Шаня. В селе функционирует дом престарелых, основанный на базе бывшего дома отдыха «Двуречье».

## Этимология
Есть версия, название деревни происходит либо от корней «радъ» («собрать урожай») и «юк» («местность, расположенную в полосе теплого климата»). В XVI веке в старом Медынском уезде находился Радомский стан с центром в городе Радомль. 
Учитывая расположение рядом с реками, местное прозвище деревни — «Двуречье».

## История
Первые письменные сведения о деревне датированы XVIII веком. В 1626-1627 гг. упомянуто в составе Медынского уезда.
В 1626/27 гг. в Городском стану — Михаила Васильевича Куракина :
- сельцо Шебалино,
- деревни Радюкино и Михальчуково,
- пустоши Крюкова54°53′16″ с. ш. 35°48′36″ в. д.HGЯO (в 1782 году - Петра Осиповича Никонова),
- Лосева54°53′10″ с. ш. 35°47′06″ в. д.HGЯO (в 1782 году - Ивана Ивановича Дурново),
- Казинова,
- Мошарово,
- Отрокова54°52′38″ с. ш. 35°49′09″ в. д.HGЯO
- Богданина,
- Тучково,
- Кузнецова[10].

В Калужском атласе (1782 год) говорится: «Сельцо Радюкино с пустошами при реке Шане на Московско-Варшавском шоссе по левую сторону. Владелец Иван Иванов, сын Дурново…». Дурново владели деревней до 1860 года, после чего та перешла к роду Молчановых. 
О судьбе Молчановых после революции достоверно ничего не известно.
23 декабря 1993 года открылся Дом-интернат для ветеранов «Двуречье».